# Filtro UV

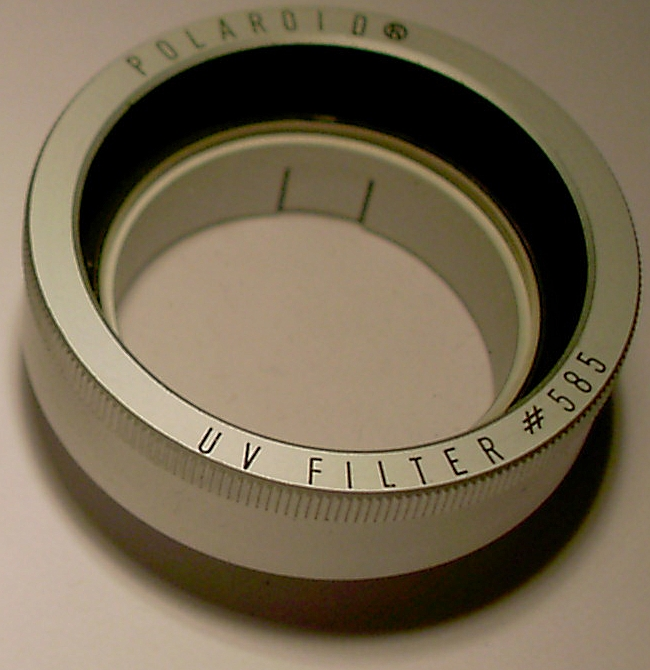
Filtro UV Polaroid.

Los filtros UV se usan en fotografía general para reducir brumado y neblina creadas por la luz ultravioleta.
Un filtro UV es transparente a la luz visible, y debe colocarse antes de la lente. Como los filtros UV son usualmente baratos (unos 10 euros o 20 US$, aunque depende del tamaño), muchos los usan para proteger las lentes. Y a veces son preferibles, frente a otras clases de filtros más intrusivos, tales como el filtro de densidad neutra.
El filtro UV absorbe la radiación ultravioleta sin cambiar la exposición. Como con muchas imágenes, muchos no ven diferencia cuando se usa un filtro UV.
- Datos: Q1118402